# Uroleucon sonchi
Uroleucon sonchi är en insektsart som först beskrevs av Carl von Linné 1767.  Uroleucon sonchi ingår i släktet Uroleucon och familjen långrörsbladlöss. Arten är reproducerande i Sverige.

## Underarter
Arten delas in i följande underarter:
- U. s. sonchi
- U. s. afghanicum
- U. s. stepposa